# Демократска Република Конго
Демократска Република Конго (скраћено ДРК, понекад и као ДР Конго; фр. République démocratique du Congo), позната и као Конго-Киншаса (фр. Congo-Kinshasa), или једноставно Конго (фр. Congo), раније Заир (фр. Zaïre), држава је у централној Африци. По површини је друга на континенту, иза Алжира, и једанаеста је у свету. Кратком обалом (37 km) излази на Атлантски океан код ушћа реке Конго, а граничи са 9 држава: Републиком Конго на северозападу, Централноафричком Републиком на северу, Јужним Суданом на североистоку, Угандом, Руандом, Бурундијем и Танзанијом на истоку, Замбијом на југоистоку и Анголом на југозападу. Са популацијом од преко 105 милиона, Демократска Република Конго је најмногољуднија званично франкофонска земља, четврта по насељености у Африци и петнаеста по насељености у свету.
Територију ДР Конго су људи први пут населили пре око 90.000 година. Банту народ је почео миграцију у овај регион у 5. веку и поново у 10. веку. На западном делу региона, Краљевство Конго је владало од 14. до 19. века, док у су централном и источном региону, краљевства Луба и Лунда владала од 16. и 17. века до 19. века. Током 1870-их, непосредно пре почетка освајања Африке, спроведено је европско истраживање Конга, које је прво предводио Хенри Мортон Стенли под покровитељством краља Леополда II од Белгије. Леополд је формално стекао права над Конго територијом на Берлинској конференцији 1885. године и учинио је земљу својом приватном својином, именујући је Слободна Држава Конго. Током постојања Слободне Државе, колонијалне војне јединице, Force Publique је присиљавала локалну популацију да производи природну гуму, и у периоду од 1885. до 1908. су милиони Конгоанаца умрли услед болести и експлоатације. Године 1908. је Белгија, упркос иницијалног оклевања, формално анексирала Слободну Државу од Леополда, и формирала Белгијски Конго.
Белгијски Конго је остварио независност 30. јуна 1960 чиме је формирана Република Конго (Леополдвил). Конгоански националиста Патрис Лумумба је био изабран за првог премијера, док је Жозеф Каса-Вубу постао први председник. Дошло је до конфликта око администрације територије који је постао познат као Конгоанска криза. Провинције Катанга, под Моизом Чомбеом, и Јужни Косај су покушале да се отцепе од Конга. Дана 5. септембра 1960, Каса-Вубу је отпустио Лумумбу уз подршку Сједињених Држава и Белгије након што је Лумумба затражио помоћ од Совјетског Савеза током кризе. Дана 14. септембра, уз подршку САД и Белгије, Лумумбу су ухапсиле снаге лојалне начелнику штаба војске Мобуту Сесе Секо, који је задобио дефакто контролу над земљом путем државног удара истог дана. Дана 17. јануара 1961. Лумумба је био изручен Катанганским властима, а накнадно су га погубиле Катанганске трупе под белгијским утицајем.
Године 1965 је Мобуту Сесе Секо званично дошао на власт путем другог војног удара. Године 1971, он је преименовао земљу у Заир. Земљом је руководио као једнопартијском државом са својим Популарним покретом револуције као једином легалном партијом. Мобутова влада је добила знатну подршку од Сједињених Држава, захваљујући његовом антикомунистичком ставу током хладног рата. До раних 1990-их, Мобутова влада је почела да слаби. Опресивна политика према источном конгоанском Турси становништву довео је до инвазије 1996. године предвођене Руандом која је под управом Турсија, чиме је почео Први конгоански рат. Овим ратом је окончана Мобутова 32-годишња владавина, и 17. маја 1997 Лоран Кабила, вођа Тутси снага из провинције Јужни Киву је постао председник. Он је вратио име земље на Демократска Република Конго. Напетости између председника Кабиле и присуство Руанде и Тутсија у земљи довеле су до Другог конгоанског рата од 1998 до 2003. Ултимативно, девет афричких земаља и око двадесет наоружаних група су узели учешћа у рату, исход чега је било 5,4 милиона погинулих. Два рата су девастирала земљу. Председника Лорана Кабилу је убио један од његових телохранитеља 16. јануара 2001 и наследио га је осам дана касније његов син Жозеф Кабила.
Демократска Република Конго је екстремно богата у природним ресурсима, али је испаштала услед политичке нестабилности, недостатка инфраструктуре, проблема узрокованих корупцијом и вековима комерцијалне и колонијалне екстракције и експлоатације са мало холистичког развоја. Поред главног града Киншасе, следећа два највећа града, Лубумбаши и Мбуџи Маји, су оба рударски центри. ДР Конгова највећа извозна ставка су сирови минерали, при чему је Кина преузела преко 50% њиховог извоза 2012. Године 2016. је ниво људког развоја у ДР Конгу био на 176. месту од 187 земаља, према Показатељу хуманог развоја.

## Географија

### Положај
Демократска Република Конго лежи између 6°сгш и 14°јгш, као и 12° и 32°игд. Земља лежи са обе стране екватора. Захвата површину од 342.000 km² од чега је копно 341.500 km², а под воденим површинама је 500 km². Најнижа тачка је на Атлантском океану -0m, а највиша на Моунт Беронгоу-903 m.
Република Конго се налази централно-западном делу под-Сахарске Африке, пресецајући екватор. Има кратку обалу на Атлантском океану, дужине 169 km .
Конго је лоциран у западној Африци излази на јужни Атлантик између Анголе и Габона. На југу и истоку река Конго представља границу према ДР Конго. Република Конго, такође позната и као Средњи Конго, Конго Бразавил и Конго (не мешати са Демократском Републиком Конго, бивши Заир) представља део некадашње Француске колоније у западној и централној Африци.
Граничи се са Габоном (1.903 km), Камеруном (523 km), Централно-Афричком републиком (467 km) и ДР Конгом (2.410 km). Укупна дужина граница износи 5.504 km.

### Геологија и рељеф
Држава је подељена на на 4 топографске целине:
1. Обалска равница која је без дрвећа, али богата мочварама, језерима и рекама које постоје дуж Атлантске обале или се спуштају са планине Мауомбе.
2. Плодна долина реке Ниари, централно- јужном делу која представља најплоднију област у држави
3. Централни планински или плато Батеке раздваја сливове Огове анд Ниари реке, покривена је густом шумом
4. Слив реке Конго на северу који се састоји од поплављени терена у нижем делу и сувих савана у вишим.

Укратко, рељеф Конга обухвата обалску низију, простране речне сливове на југу и северу и централни плато.

### Клима
Конго има типичан тропски климат који се одликује високим температурама са влажношћу око 80% и незнатним сезонским варијацијама. Влажни период је између априла и октобра, док је суви од новембра до марта.
Ветрови:
Снажни ветрови су уобичајена појава у влажном периоду.
Падавине:
Просечна годишња количина падавина варира од 1.250 до 1.750 mm. Највише падавина се излучи на северу, док се према Атлантику и југу та количина смањује.
Температуре:
Просечна температура варира од 17 до 28 °C у јулу и од 23 до 33 °C у априлу.

### Воде
Конго је највећа река у западној Африци. Њена дужина износи 4380 km и чини је другом најдужом реком у Африци после реке Нил. Конго са својим притокама протиче кроз другу највећу прашуму на свету, од које је само Амазонија већа. Река Конго је такође друга у свету по површини слива после Амазона. По њој две државе носе име: Република Конго и ДР Конго које леже на њеним обалама. Између 1971. и 1997. ДР Конго се званично звао Заир.
Река Конго извире у ДР Конгу западно од места Кисангани. Река Убанги која тече северним делом Конга и граница је између два Конга, представља једну од већих притока. Киншаса - главни град ДР Конго и Бразавил — главни град Републике Конго налазе се на обалама Конга, један наспрам другог. Пре ушћа у Атлантик код места Муанда, река гради водопаде познате као Ливингстонови водопади.

### Флора и фауна
Кишне шуме су дом за велики број ретких и ендемских врста, као што су: шимпанза, бонобо, афрички шумски слон, планинска горила, окапи, афрички шумски биво, леопард. Југ државе настањују врсте белог носорога.

## Становништво
У ДР Конго данас живи 105,4 милиона људи, што је велики скок у односу на 46,7 милиона 1997. Највећи градови су:
1. Киншаса (7.785.965)
2. Лубумбаши (1.373.770)
3. Мбуџи Маји (874.761)
4. Кисангани (539.158)
5. Масина (485.167)
6. Кананга (463.546)
7. Ликаси (422.414)
8. Колвези (418.000)
9. Чикапа (267.462)
10. Бени (232.000)

### Етничке групе
У земљи живи око 250 различитих етничких група. Најбројније су Конго, Луба и Монго. Разноликост 700 домаћих језика се превазилази коришћењем званичног француског језика. У широкој употреби су још језици конго, чилуба, свахили и лингала. Најбројнија етничка група, Луба, чини свега 7,7% становништва.

### Језици
Француски је званични језик и прихваћен је као lingua franca. Анкета из 2021. утврдила је да 74% популације зна да говори француски, што га чини најраширенијим језиком у земљи.
Око 242 језика се причају у земљи, од којих четири имају статус националних језика: киконго, лингала, чилуба и свахили. Већина становништва говори неке од ових језика као други језик.

### Религија
Према анкетама из 2013. и 2014, хришћани чине 93,7% становништва (од тога католици чине 29,7%, протестанти 26,8%, остали хришћани 37,2%). Кимбангуизам је хришћанска деноминација која корене има у ДР Конго и њој припада 2,8% становништва. Од 1 до 12% становништва су муслимани.

## Административна подела
ДР Конго је подељен на 26 провинција, укључујући и градски округ Киншаса:
| #  | Држава          | Главни град | Површина | Популација (2019) |
| -- | --------------- | ----------- | -------- | ----------------- |
| 1  | Киншаса         | Киншаса     | 9.965    | 13.916.000        |
| 2  | Централни Конго | Матади      | 53.920   | 6.365.000         |
| 3  | Кванго          | Кенге       | 89.974   | 2.416.000         |
| 4  | Квилу           | Киквит      | 78.533   | 6.169.000         |
| 5  | Маи—Ндомбе      | Инонго      | 127.243  | 2.082.000         |
| 6  | Касаи           | Луебо       | 95.631   | 3.165.000         |
| 7  | Лулуа           | Кананга     | 59.500   | 3.743.000         |
| 8  | Источни Касаи   | Мбуџи Маји  | 9.545    | 3.601.000         |
| 9  | Ломами          | Кабинда     | 56.426   | 2.801.000         |
| 10 | Санкуру         | Лоџа        | 104.331  | 2.417.000         |
| 11 | Манијема        | Кинду       | 132.250  | 2.654.000         |
| 12 | Јужни Киву      | Букаву      | 64.791   | 6.565.000         |
| 13 | Северни Киву    | Гома        | 59.483   | 7.574.000         |
| 14 | Итури           | Бунија      | 65.658   | 4.008.000         |
| 15 | Горњи Уеле      | Исиро       | 89.683   | 2.046.000         |
| 16 | Чопо            | Кисангани   | 199.567  | 2.582.000         |
| 17 | Доњи Уеле       | Бута        | 148.331  | 1.250.000         |
| 18 | Северни Убанги  | Гбадолите   | 56.644   | 1.425.000         |
| 19 | Монгала         | Лисала      | 58.141   | 1.950.000         |
| 20 | Јужни Убанги    | Гемена      | 51.648   | 2.755.000         |
| 21 | Екваторијална   | Мбандака    | 103.902  | 1.712.000         |
| 22 | Чуапа           | Боенде      | 132.957  | 1.789.000         |
| 23 | Тангањика       | Калеми      | 134.940  | 3.570.000         |
| 24 | Горњи Ломами    | Камина      | 108.204  | 3.444.000         |
| 25 | Луалаба         | Колвези     | 121.308  | 2.993.000         |
| 26 | Горња Катанга   | Лубумбаши   | 132.425  | 5.378.000         |

## Историја
За више информација погледајте чланак Историја ДР Конга.
На територији данашње ДР Конго су пре доласка Европљана постојале многе краљевине. Најзначајнија међу њима је Краљевина Конго, основана у 14. веку, која је била једна од највећих у Африци.
Португалци су били први Европљани који су стигли до Конгоа. Односи домородаца и дошљака нису били непријатељски. Краљеви Конгоа су прихватили хришћанство, а Португалцима су продавали робове. Краљевина Конго је знатно ослабљена грађанским ратом крајем 17. века и изгубила је некадашњи значај. Регијом су завладали европски пљачкаши и ловци на робове. Холанђани и Енглези су се придружили Португалцима.
Енглез Хенри Мортон Стенли је био први Европљанин који је истраживао Конго. Намера му је била да Конго постане део британске колонијалне империје. Британска влада није показала интерес за овај пројекат.
Белгијски краљ Леополд II је био фасциниран колонијалним освајањима, за разлику од белгијске јавности. Краљ је личном амбицијом успео да на Берлинској конференцији о Конгоу 1885. добије Конго као свој приватни посед, што је у историји колонијализма јединствен случај. Сви становници Конгоа су такође сматрани приватним поседом. Ово је у време експанзије плантажног гајења каучука довело до тешких злоупотреба и злочина над локалним становништвом. Агенти краљевих компанија су масовно убијали и сакатили народ Конгоа да би га терором присилили на већу продуктивност. Под међународним притиском, Леополд је 1908. Конго претворио у регуларну колонију Белгије. Прилике за становништво су се овом променом знатно побољшале.
Име Конгоа под директном Леополдовом влашћу било је Независна држава Конго (État indépendant du Congo), а после 1908. Белгијски Конго (Congo belge).
Белгијска власт је била патерналистичка у односу на Конго. Уведено је основно и више школовање, а школе је организовала црква. Грађени су путеви, пруге и рудници. Отваране су болнице, искорењена је болест спавања и сва села покривена медицинским особљем.
Појавом покрета за независност Конгоа избили су нереди у главном граду, Леополдвилу. Под међународним притиском, Белгија је објавила скоро повлачење из Конгоа јануара 1960. За собом је оставила хаотичну ситуацију. Демократска Република Конго је основана 30. јуна 1960. Први председник владе нове државе био је вођа покрета за независност Патрис Лумумба. У Конгоу је постојао сецесионистички покрет у рудом богатој провинцији Катанга, а у унутрашњу политику су се мешале Белгија, САД и СССР. Годину и по после стицања независности, Лумумбин шеф генералштаба Мобуту Сесе Секо извршио је пуч и тиме отпочео једну од најдужих и најрепресивнијих афричких диктатура. У преврату су му помогле владе Белгије и САД. Лумумба је ухапшен и испоручен своме противнику, сецесионистичком вођи Катанге Мојсе Чомбеу, чији су га војници усмртили. Године 1971. име земље је промењено у Заир.
Мобутуова диктатура, обележена корупцијом и злоупотребама, уздрмана је тек 1994. доласком великог броја избеглица из Руанде и Бурундија. На источној граници Конгоа је створена база побуњеника под вођством Лорана Кабиле. Њему је успело да уз помоћ Руанде и Уганде 1997. са власти збаци старог и оболелог Мобутуа (види: Први конгоански рат), који је убрзо преминуо у изгнанству. Име државе је поново постало Демократска Република Конго. Рат је, међутим, поново избио 1998. и трајао до 2002. (види: Други конгоански рат). Овај рат се због изразитог страног мешања зове и Афрички светски рат. Процењује се да је у току и као последица рата (период 1998—2005) у Конгоу страдало 3,8 милиона људи. Кабила је убијен у атентату јануара 2001, а нов председник је постао његов син Жозеф Кабила. Жозеф се показао као први одговоран вођа земље од стицања независности. Склопио је мир са суседима и радио на стабилизовању прилика у сиромашној и ратом уништеној земљи. Споразумом политичких фракција из 2003. омогућени су демократски избори одржани 2006. и договорена је будућа административна децентрализација.

## Галерија
- Фотографија грађана Конга
- Фотографија деце из Конга
- Учионица у ДР Конгу
- Град Лубумбаши
- Први воз у Кинду
- Фотографија Конгожани који носе дрво за огрев
- Председник Жозеф Кабила
- Избеглице
- Избеглице из Руанде
- Војно гробље (2000)
- Жена носи банане
- Сателитски снимак ДР Конга.